# A Man's Mate
Pour plus de détails, voir Fiche technique et Distribution.
A Man's Mate est un film américain réalisé par Edmund Mortimer, sorti en 1924.

## Fiche technique
- Titre : A Man's Mate
- Réalisation : Edmund Mortimer
- Scénario : Charles Kenyon (en)
- Pays de production : États-Unis
- Format : Noir et blanc - 1,33:1 - Film muet
- Genre : drame
- Durée : 60 minutes
- Date de sortie : 1924

## Distribution
- John Gilbert : Paul
- Renée Adorée : Wildcat
- Noble Johnson : Lion
- Wilfrid North : Monsieur Bonard
- Thomas R. Mills : Père Pierre
- James Neill : Veraign